# Аджарска книжовна школа
Аджарската книжовна школа е български книжовен и просветен център, ведно с активно културно средище през османската епоха. Най-продуктивен е книжовният живот в село Свежен (по османско време Аджар) през XVII век.
Аджар е оживено културно и религиозно средище още през късното средновековие. В селото има старинна църква, килийно училище и просветени свещеници и учители. През XVI век в Аджар са работили поп Йовко, даскал Недялко и синът му Филип. Общо дело на последните двама е т.нар. Аджарски дамаскин.